# Гималайский горный вьюрок
Гималайский горный вьюрок (лат. Leucosticte nemoricola) — вид птиц семейства вьюрковых. Выделяют два подвида. Встречается в Афганистане, Бутане, Китае, Индии, Казахстане, Мьянме, Непале, Пакистане, России, Таджикистане, Тибете и Туркменистане. Его естественная среда обитания — луга умеренного пояса и горные леса. Широко распространён в Гималаях, почему и получил своё название.

## Описание

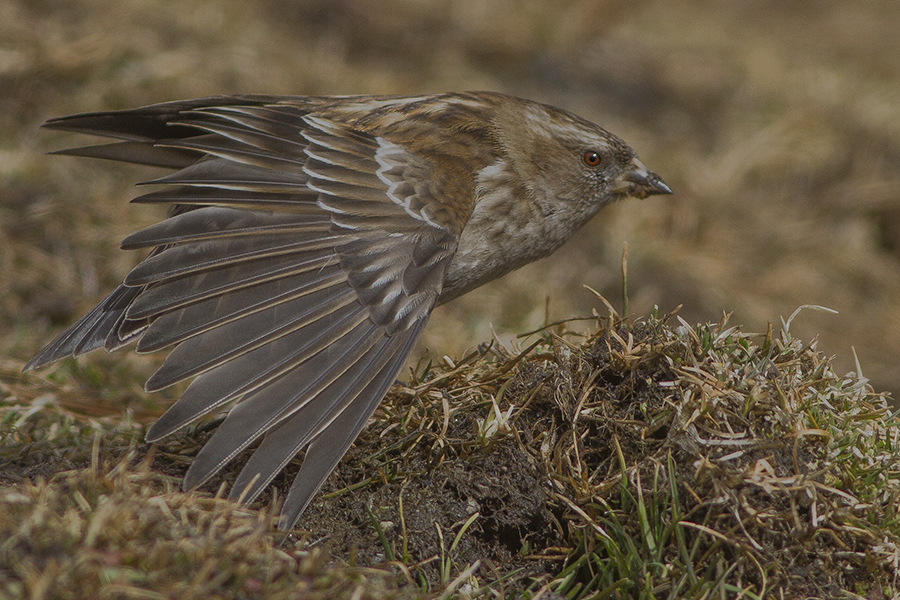
Показаны узоры первостепенных, второстепенных маховых перьев, кроющих, крылышка и т. д. Снято в Гангток, Индия

Небольшая невзрачная птица длиной 14—15 см и массой от 18 до 25,5 г. Окраска преимущественно бурая. У самцов окраска верхней части тела, головы и груди может быть немного рыжеватой. Спина испещрена светло-коричневыми полосками. Нижняя часть тела серо-коричневая. Нижние кроющие перья хвоста бурые с белыми краями. Клюв и лапы тёмно-коричневые, радужная оболочка красновато-коричневая.

## Образ жизни
Питаются преимущественно растительным кормом (семенами, зёрнами и ягодами), в незначительной степени насекомыми (главным образом во время гнездования). В холодное время года спускаются в долины.
Большинство держится стаями. Полёт этих птиц характеризуется дугообразной линией. Вьюрки хорошо поют, обладают приятными и звучными голосами.

## Подвиды и распространение
Выделяют два подвида:
- L. n. altaica (Eversmann, 1848) — 	от северо-востока Афганистана до востока Казахстана и на восток до юга Сибири, запада Монголии, северо-запада Китая и северо-запада Гималаев
- L. n. nemoricola (Hodgson, 1836) — центр Тибета, центр Гималаев, центральный Китай